# 福島県道162号木戸停車場線
福島県道162号木戸停車場線（ふくしまけんどう162ごう きどていしゃじょうせん）は、福島県双葉郡楢葉町にある一般県道である。

## 概要
- 起点…双葉郡楢葉町山田岡字町尻（JR常磐線木戸駅前）
- 終点…双葉郡楢葉町山田岡字伯母袋
- 総延長…1.879 km
  - 実延長…総延長に同じ[1]
- 路線延長年月日…1966年11月22日[2]

1959年8月31日に木戸駅と国道6号を結ぶ一般県道木戸停車場線として指定された後、1966年11月22日に現在の路線が新たに認定された。

## 接続・交差する主な道路
- 福島県道244号山田岡上郡山線（山田岡字町東～下小塙字町間重用）
- 国道6号（山田岡字伯母袋〈道の駅北交差点〉終点）

## 沿線
- JR常磐線 木戸駅
- 道の駅ならは